# Фильмы Макса Линдера
Фильмы Макса Линдера — короткометражные киноленты эпохи немого кинематографа французской студии Pathé с участием актёра-комика Макса Линдера. В создании более половины из них он принимал участие в качестве автора сценария и режиссёра. Выпускались с 1905 по 1919 годы. Продолжительность колебалась в интервале 5-20 минут.

## 1905 год

### Неожиданная встреча
Rencontre imprévue, в прокате США — англ. Unforeseen Meeting. Автор сценария: Арман Массард. Режиссёр: неизвестен. Хронометраж: ≈ 4:00. В ролях: Макс Линдер — сын.
Отец и сын, не сговариваясь, являются на свидание к одной и той же даме. Та предпочитает скрыться. Отец гонится за соперником, не узнавая в нём своего сына из-за слишком мешковатой одежды.

### Первый выход гимназиста 1254
Première sortie или La première sortie d’un collégien, в прокате США — англ. First Night Out. Автор сценария: неизвестен. Режиссёр: неизвестен. Хронометраж: ≈ 5:00. В ролях: Макс Линдер — гимназист.
Гимназист в выходной день собирается на прогулку и получает от родителей приличную сумму денег. Вместе с другом на террасе кафе они присоединяются к двум молодым женщинам. Юноши заказывают вино, быстро хмелеют и засыпают прямо за столом. Девушки бросают их, оставив неоплаченными свои счета. Вечером, едва очнувшись, гимназист расплачивается и нетвёрдой походкой отправляется домой. Там он на ощупь пробирается в столовую, но, наткнувшись на стол, устраивает сильный шум, разбудивший родителей. Они тщетно пытаются добиться от него объяснений ужасного поведения.

## 1906 год

### Его первая сигара
Le Premier cigare d’un collégien, в прокате США — англ. His First Cigar. Автор сценария: неизвестен. Режиссёр: Луи Ганье. Хронометраж: 5:07. В ролях: Макс Линдер — гимназист.
Гимназист выходит на прогулку, в кафе выпивает бокал вина и выкуривает первую в жизни сигару. Сначала, не совсем охмелев, он пытается флиртовать с дамами. Постепенно опьянение усиливается и гимназист с приключениями пытается добраться до дома.
По неизвестным причинам выход «Le Premier cigare d’un collégien» многие источники относят к 1908 году, хотя лента является прямым продолжением картины «Первый выход гимназиста» (декорации, костюмы, персонаж).

### Папа принял слабительное
C’est Papa qui a pris la Purge или Le jour de la purge. Автор сценария: неизвестен. Режиссёр: Луи Фейад. В ролях: Макс Линдер — молодой человек в парке, эпизод.
Маленький мальчик заболел. Доктор прописал ему слабительное, стакан с которым ребёнок подсунул своему отцу. Тот отправляется на прогулку, но уже скоро чувствует действие лекарства. Он вынужден скрываться в зарослях кустарника, распугивая звуками молодых влюблённых на скамейках парка. Вернувшись домой незадачливый папаша силой заставляет мальчика выпить пурген.

### Склеенные губами 1584
Lèvres collées, в прокате США — англ. Joined Lips. Автор сценария: неизвестен. Режиссёр: неизвестен. Хронометраж: ≈ 2:30. В ролях: Макс Линдер — господин на почте, эпизод.
В почтовое отделение приходит дама с пачкой корреспонденции. Её сопровождает служанка: госпожа очень брезглива, поэтому девушка за неё облизывает клеевой кант на конвертах и запечатывает письма. За процедурой с удивлением наблюдает один из посетителей. Мужчина восхищается чувственным ртом девушки и пытается её поцеловать. Из-за остатков клея их губы слипаются. Разорвать пару удаётся только усилиями всех присутствующих на почте.

### Прочие фильмы 1906 года
| Год  |   | Русское название | Оригинальное название | Роль  |
| ---- | - | ---------------- | --------------------- | ----- |
| 1906 | ф | Контрабандисты   | Les Contrebandiers    | актёр |
| 1906 | ф | Палач            | Le Pendu              | актёр |
| 1906 | ф | Яд               | Le Poison             | актёр |

## 1907 год

### Дебют конькобежца
Début d’un patineur, в прокате Великобритании — англ. The unskillful skater. Автор сценария и режиссёр: Луи Ганье. Хронометраж: ≈ 6:00. В ролях: Макс Линдер — Макс.
Макс в элегантном костюме и цилиндре впервые выходит в коньках на лёд озера. Он падает бесчисленное количество раз, увлекая за собой окружающих и постепенно превращая свой наряд в лохмотья.

### Выдумка хулигана
Idée d’apache. Автор сценария: неизвестен. Режиссёр: Люсьен Нонге. Хронометраж: ≈ 5:00. В ролях: Макс Линдер — буржуа.

### Легенда о Полишинеле
La Légende de Polichinelle. Авторы сценария: Альбер Капеллани, Люсьен Нонге. Режиссёр: Альбер Капеллани. Хронометраж: ≈ 20:00. В ролях: Макс Линдер — Полишинель.
Полишинель, живущий в магазине игрушек, влюбляется в красивую куклу, но её вскоре покупает аристократ-декадент. Герой грустит. Однажды, почуяв недоброе, он отправляется на её поиски, преодолевает различные преграды и вовремя спасает от вспыхнувшего в доме аристократа пожара.

### Питу — нянька
Pitou, bonne d’enfants, в прокате англоязычных стран — англ. Private Atkins Minds a Baby. Автор сценария: неизвестен. Режиссёр: неизвестен. Хронометраж: ≈ 5:00. В ролях: Макс Линдер — Питу.
Бравый пехотинец Питу должен позаботиться о грудном младенце, пока няня ненадолго отлучается по делам. Рядовой оказывается совершенно неуклюжим в непривычном деле. В попытках успокоить плачущего малыша он проделывает самые немыслимые кульбиты и даже устраивает маленький военный парад.

### Прочие фильмы 1907 года
| Год  |   | Русское название                   | Оригинальное название                      | Роль  |
| ---- | - | ---------------------------------- | ------------------------------------------ | ----- |
| 1907 | ф | Драма в Севильи (Смерть тореадора) | Un drame à Séville (La Mort d'un toréador) | актёр |
| 1907 | ф | Сганарель                          | Sganarelle                                 | актёр |
| 1907 | ф | Дрянная жизнь                      | Une mauvaise vie                           | актёр |
| 1907 | ф | Домашний гипнотизёр                | Le domestique hypnotiseur                  | актёр |

## 1908 год

### Да здравствует холостяцкая жизнь!
Vive la vie de garçon, в прокате англоязычных стран — англ. Тroubles of a grasswidower. Автор сценария: неизвестен. Режиссёр: Макс Линдер. Хронометраж: 9:52. В ролях: Джейн Ренуар — жена
За обедом Макс читает газету, совсем не обращая внимания на жену. Она устраивает скандал и уходит в дом своей матери. Радостный Макс пускается в пляс. Вскоре он сталкивается с первыми бытовыми трудностями: уборкой и мытьём посуды. Успешно перебив сервиз, он отправляется за покупками. Попытка приготовить из купленных продуктов несложный ужин заканчивается полным провалом: Макс ожидаемо путает ингредиенты — вино для соуса и жидкость для чистки обуви. Добивает героя уборка квартиры, завершившаяся её разгромом. Мать возвращает дочь мужу, и тот падает перед ней на колени.
Иногда этот фильм отождествляется с лентой 1912 года «Макс обретает свободу», фр. Max reprend sa liberté (сравни, например, Vive la vie de garçon и Max reprend sa liberté на IMDB). Однако, факт соответствия описанного сюжета первому названию подтверждается несколькими киноведческими источниками.

### Мои брюки треснули
Mon pantalon est décousu. Автор сценария: неизвестен. Режиссёр: Андре Эзи. Хронометраж: ≈ 5:00. В ролях: Макс Линдер — Виконт Дьютегард
Виконт Дьютегард, собираясь на светский раут, рвёт свои единственные брюки. Наспех их заштопав, он отправляется на приём. Перемещается Дьютегард крайне скованно, прикрываясь то диванной подушкой, то стулом, то подносом официанта. В конце-концов он попадает в неловкую ситуацию, когда дама просит его поправить расшнуровавшуюся обувь. Окружающие видят порванные брюки и смеются над виконтом.

### Два больших горя
Deux grandes douleurs. Автор сценария: неизвестен. Режиссёр: неизвестен. Хронометраж: ≈ 5:30. В ролях: Макс Линдер — молодой вдовец.
На кладбище молодой вдовец скорбит над могилой жены. Около соседней могилы он замечает привлекательную женщину в трауре, которая также оплакивает своего умершего мужа. Вновь встретившись на следующий день, они знакомятся. Знакомство перерастает во влюблённость. Мужчина объясняется даме в любви, и пара начинает жить вместе. Первое время портреты их ушедших супругов висят на стене рядом. Но минувшее горе постепенно забывается, фотографии покойных молодая чета отправляет на чердак.

### Сотворение серпантина
Création de la serpentine. Автор сценария и режиссёр: Сегундо де Шомон. Хронометраж: ≈ 5:30. В ролях: Макс Линдер — балетмейстер.
Балетмейстер аккомпанирует молодым танцовщицам. Странный посетитель прерывает урок. По мановению его руки танцевальный зал превращается в адскую лабораторию, а сам гость — в Мефистофеля, колдующего над кипящим котлом. Он бросает в него кусок шёлка, превратившегося в женщину в воздушном платье. За ней возникает, вторая, третья. И вот уже целая вереница танцовщиц переплетается в живом колдовском серпантине.

### Нервный тик заразен
Un tic nerveux contagieux. Автор сценария и режиссёр: неизвестны. Хронометраж: ≈ 5:30. В ролях: Макс Линдер — Макс.
Макс страдает от нервного расстройства — приступов судорог, заразных для всех в поле его зрения. Он выходит из дома, и дворник начинает кривиться в конвульсия. Следом комическая дрожь охватывает проходящих пешеходов, отделение солдат, гостей свадебной церемонии. Наконец, в парке он заражает даже каменные статуи.

### Мои соседи танцуют
Mes voisins font danser или Repos impossible, в прокате Великобритании — англ. My Neighbours Are Giving a Dance, в прокате США — англ. Noisy Neighbors. Автор сценария: неизвестен. Режиссёр: Луи Ганье. Хронометраж: ≈ 3:30. В ролях: Макс Линдер — Макс.
Нетрезвый Макс возвращается поздно вечером домой и пытается лечь спать. Соседи этажом выше в это время продолжают свою вечеринку. Они танцуют, чем чрезвычайно раздражают героя. Его многочисленные попытки достучаться до них безрезультатны.

## 1909 год

### Завоевание
Une conquête, в прокате англоязычных стран — англ. A Conquest. Автор сценария и режиссёр: Шарль Декруа. Хронометраж: ≈ 6:30. В ролях: Макс Линдер — месье Гонтран.
Месье Гонтран, встретив красивую женщину, прибегает к старому трюку: бросает на мостовую собственный носовой платок и окликает даму, предполагая, что его уронила она. Взглянув на платок, та возвращает его — он не её. Гонтран признаётся, что хорошо это знает, так как сознательно использовал его в качестве предлога для знакомства. После такой откровенности молодая женщина высокомерно отворачивается и уходит, но мужчина следует за ней, готовый исполнить любые её желания. На следующий день он посещает даму с визитом, рассчитывая на лёгкую победу. Однако, её муж спускает его с лестницы. В след Гонтрану летят принесённые цветы и подарки.

### Любовь к бородатой даме
Amoureux de la femme à barbe, в прокате Великобритании — англ. In Love with the Bearded Woman. Автор сценария и режиссёр: неизвестны. Хронометраж: ≈ 6:30. В ролях: Макс Линдер — Макс.
Молодой Макс приходит на представление бродячего цирка и в одном из балаганов словно зачарованный влюбляется в бородатую женщину. Желая быть ближе к предмету своего обожания, он нанимается в труппу, чтобы изображать медведя. Получив шкуру, он флиртует с дамой, но вскоре случайно узнаёт, что борода фальшивая. Разочарованный он бежит с ярмарки, забыв снять шкуру и распугивая прохожих.

### Свадьба по-американски
Un mariage américain, в прокате Великобритании — англ. An American Marriage, в прокате США — англ. Miss Moneybags Wishes to Wed. Автор сценария: неизвестен. Режиссёр: Макс Линдер. Хронометраж: 9:00. В ролях: Макс Линдер — Макс Ла-Одегомм.
Американка — наследница крупного состояния, в сопровождении родителей обращается в одно из брачных агентств Парижа, чтобы выйти замуж за французского аристократа. По фотографиям она выбирает некоего Макса Ла-Одегомма (фр. Max la Hautegomme, явное созвучие с Haute Gamme, ≈ Высокий класс). Директор агентства немедленно извещает его об этом, и тот, со свойственной ему стремительностью, спешит на свидание. По дороге он сметает всё на своём пути: соседку на лестнице, участников автомобильной аварии, разносчика угля. В агентство он добирается в самом безобразном обличье. Когда девушка видит его, то начинает плакать от разочарования, а её отец устраивает скандал. Директор с Максом удаляется в заднюю комнату и меняется с ним одеждой. Посвежевший Макс выглядит весьма презентабельно и определённо нравится американке. Брачный агент же в испачканной одежде неожиданно становится жертвой группы горожан, пострадавших в результате сумасшедшей гонки Макса и ворвавшейся в бюро.

### Маленькая злюка
La petite rosse, в прокате Великобритании — англ. A Tantalising Young Lady, США — англ. The Little Vixen. Автор сценария и режиссёр: Камилл де Морлон. Хронометраж: ≈ 7:30. В ролях: Макс Линдер — Макс, Арлетт Дюме — Анжелика.
Макс влюблён в изящную кокетливую женщину, обладающую при этом весьма своенравным характером. Желая поставить перед ним мало выполнимую задачу, она заявляет, что выйдет за него замуж, когда он научился жонглировать. Со своим обычным неугасимым энтузиазмом, молодой человек устремляется домой и вскоре тренировкой с мячами разрушает свою квартиру без каких-либо удовлетворительных результатов. Внезапно его озаряет новая мысль, и он пишет девице записку с просьбой к ней и её отцу навестить его. Когда приглашённые пребывают, Макс скрывается за ширмой и демонстрирует оттуда свою поразительную ловкость в игре с шарами. Вдруг девица вскакивает и отталкивает ширму, за ней скрывается профессиональный жонглёр, чьими услугами воспользовался незадачливый любовник.

### Кто завоюет моё сердце?
À qui mon cœur ?, в прокате англоязычных стран — англ. Who Will Win My Heart. Автор сценария: Макс Линдер. Режиссёр: неизвестен. Хронометраж: ≈ 5:00. В ролях: Макс Линдер — Макс.
Девушку — наследницу крупного состояния, преследуют женихи. Она обещает отдать своё сердце тому, кто первый покорит вершину горы. В действительности это лишь уловка для избавления от назойливых кавалеров. Девушка давно влюблена в Макса, который слишком застенчив, чтобы сделать предложение.

### Светский вор
Le Voleur mondain, в прокате Великобритании — англ. The Gentleman Thief. Автор сценария: Жорж Фагот. Режиссёр: Макс Линдер. Хронометраж: ≈ 8:00. В ролях: Макс Линдер — Арсен Люпен.
Светский вор Арсен Люпен отправляется в посольство Пенсильвании, чтобы выкрасть драгоценности некой леди W. Хотя ему это и удаётся, кража вскоре вскрывается. За ним начинается погоня. Однако Люпен, минуя улицы, дома, магазины, ловко скрывается от преследователей. Наконец, в парке развлечений они окончательно теряют его след.

### Прочие фильмы 1909 года
| Год  |   | Русское название          | Оригинальное название        | Роль                       |
| ---- | - | ------------------------- | ---------------------------- | -------------------------- |
| 1909 | ф | Месть сапожника           | La Vengeance du bottier      | актёр, режиссёр, сценарист |
| 1909 | ф | Барометр лояльности       | Le Baromètre de la fidélité  | актёр                      |
| 1909 | ф | Шапокляк                  | Le Chapeau-claque            | актёр                      |
| 1909 | ф | Гениальное покушение      | L’Ingénieux Attentat         | актёр                      |
| 1909 | ф | Короткие штаны            | Le Pantalon trop court       | актёр                      |
| 1909 | ф | Побеждённая застенчивость | La Timidité vaincue          | актёр                      |
| 1909 | ф | Сюрпризы любви            | Les Surprises de l'amour     | актёр                      |
| 1909 | ф | Избирательная кампания    | Une campagne électorale      | актёр, режиссёр            |
| 1909 | ф | Сеанс в кино              | Une séance de cinématographe | актёр                      |
| 1909 | ф | Слишком узкая куртка      | Un veston trop étroit        | актёр                      |
| 1909 | ф | Слишком короткие брюки    | Le pantalon trop court       | актёр                      |
| 1909 | ф | До и после...             | Avant et... après            | актёр                      |
| 1909 | ф | Брак по принуждению       | Un mariage forcé             | актёр, режиссёр            |
| 1909 | ф | Макс и врачиха            | Max et la Doctoresse         | актёр, режиссёр, сценарист |

## 1910 год

### Дебют Макса в кино
Les débuts de Max au cinéma или Les débuts de Max au cinématographe, в прокате Великобритании — англ. Max Linder's debut as cinematograph artist, в прокате США — англ. Max's first job. Автор сценария: неизвестен. Режиссёр: Луи Ганье, Макс Линдер. Хронометраж: 7:27. В ролях: Жорж Монка — камео; Люсьен Нонге — камео; Шарль Пате — камео.
Макс с рекомендательным письмом приходит на студию Pathé. Он долго мечется от клерка к клерку, от стола к столу, но, в конце концов, попадает на прослушивание. По заданию режиссёра он декламирует, танцует со стулом, совершает кульбиты. На следующий день Макса приглашают на съёмки. В сцене он — несчастный муж, которого жена и тёща оскорбляют, отвешивают оплеухи и, в конце концов, выбрасывают из окна, вслед летят матрас и шкаф. На улице на него набрасывается домовладелец. Дворник, разнимая, обильно поливает их водой. Избитый и насквозь мокрый герой рыдает, но режиссёр явно доволен реалистичностью сцены. Макс кидается на него с кулаками.

### Макс принимает ванну
Max prend un bain. Автор сценария: неизвестен. Режиссёр: Люсьен Нонге. Хронометраж: 9:39.
Макс жалуется доктору на нервное подёргивание плеч, и тот рекомендует расслабляющие водные процедуры. Макс покупает ванну и с трудом приносит её домой. Водопроводный кран находится на общей лестничной площадке. Быстро поняв безуспешность попыток заполнить ванну с помощью кувшина и графина, Макс выносит её на площадку и, раздевшись, погружается в воду. Проходящие соседи не в восторге от этой идеи. Домовладелец вызывает полицейских, те прямо в ванне доставляют раздетого героя в участок. Макс с присущим ему умением создаёт там абсолютный хаос и, совершая головокружительные кульбиты, скрывается от полиции.

### Необычный бег с препятствиями
Un cross-country original, в прокате Великобритании — англ. An Original Cross-Country Running. Автор сценария: Макс Линдер. Режиссёр: Луи Ганье, Макс Линдер. Хронометраж: ≈ 5:00. В ролях: Макс Линдер — Макс.
Проводится необычный забег по пересечённой местности. Каждый господин должен быть одет в вечерний костюм и цилиндр, в одной руке должен быть зонт, в другой — собачка на поводке, во рту — зажжённая трубка, а на ногах — роликовые коньки. Смешение собак всех пород и мастей, толчки и падения мужчин, раскрывающиеся зонтики дают ожидаемый комический эффект. Финальный кадр — Макс в короне победителя забега.

### Макс — чемпион по боксу
Max champion de boxe или Champion de boxe или Match de boxe entre patineurs à roulettes, в прокате США — Max Has the Boxing Fever. Автор сценария и режиссёр: Макс Линдер. Хронометраж: ≈ 10:00.
Макс посещает боксерский поединок и влюбляется в этот спорт. Он покупает груша и крепит её к люстре. После второго удара люстра падает. Макс, тем не менее, продолжает своё обучение, чтобы стать первоклассным боксёром. Вскоре, выпив много шампанского, он вызывает своего друга на поединок. Комичность ему добавляет то, что оба противника боксируют на роликовых коньках. В финале Макс отправляет противника в нокаут.

### Рапорт моего пса
Mon chien rapporte, в прокате Великобритании — англ. A Clever Dog. Автор сценария: Макс Линдер. Режиссёр: Макс Линдер. Хронометраж: ≈ 7:30. В ролях: Макс Линдер — Макс.
Финансовое положение Макса приходит в упадок. Его верный пёс Дик отправляется на промысел. В различных лавках он крадёт хлеб, курицу, овощи. Торговцы замечают пропажу и являются к Максу за оплатой, но пёс не допускает нежеланных визитёров к хозяину.

### Кто убил Макса? 3926
Quel est l´assassin или Qui a tué Max?, в прокате США — англ. Who Killed Max?. Автор сценария: Морис Деламар. Режиссёр: Макс Линдер. Хронометраж: ≈ 7:30. В ролях: Макс Линдер — Макс, Морис Деламар, Шарли Моснье.
Макс возвращается домой после вечеринки мертвецки пьяный. Раздеваясь и укладываясь спать, он громит всё вокруг себя и даже делает несколько выстрелов из револьвера. Когда встревоженные родители входят в спальню, они видят бездыханное тело. В великом горе они вызывают сыщика для поиска убийцы их сына. Тот осматривает «место преступления», изымает в качестве улик найденные застёжки манжет и удаляется для размышлений. В это время проснувшийся Макс покидает комнату через окно и спешит к своим друзьям для продолжения кутежа. Сыщик обнаруживает свежие следы, которые приводят его в кафе. Он арестовывает Макса по подозрению в совершенном убийстве. Подоспевшие родители к общему счастью разрешают недоразумение.

### Прочие фильмы 1910 года
| Год  |   | Русское название               | Оригинальное название            | Роль                       |
| ---- | - | ------------------------------ | -------------------------------- | -------------------------- |
| 1910 | ф | Я хочу ребёнка                 | Je voudrais un enfant            | актёр                      |
| 1910 | ф | Любовь и сыр                   | Amour et fromage                 | актёр, сценарист           |
| 1910 | ф | Дуэль близорукого господина    | Le Duel d'un monsieur myope      | актёр                      |
| 1910 | ф | Эффект пилюли                  | Les Effets des pilules de Max    | актёр, режиссёр            |
| 1910 | ф | Приключения Тартарена младшего | Les Exploits du jeune Tartarin   | актёр, режиссёр, сценарист |
| 1910 | ф | Макс — холостяк                | Max célibataire                  | актёр                      |
| 1910 | ф | Свадебная головоломка          | Mariage au puzzle                | актёр, режиссёр            |
| 1910 | ф | Макс женится                   | Max se marie)                    | актёр, режиссёр            |
| 1910 | ф | Макс и его три брака           | Max et ses trois mariages        | актёр                      |
| 1910 | ф | Макс и его соперник            | Max et son rival                 | актёр, сценарист           |
| 1910 | ф | Макс катается на роликах       | Max fait du patinage à roulettes | актёр                      |
| 1910 | ф | Макс катается на лыжах         | Max fait du ski                  | актёр                      |
| 1910 | ф | Макс — преподаватель музыки    | Max maîtresse de piano           | актёр                      |
| 1910 | ф | Макс ошибся номером            | Max se trompe d'étage            | актёр                      |
| 1910 | ф | Кошмар Макса                   | Le Cauchemar de Max              | актёр                      |
| 1910 | ф | Клятва                         | Le Serment d'un prince           | актёр, сценарист           |
| 1910 | ф | Договор                        | Le Pacte                         | актёр                      |
| 1910 | ф | Солдат любви                   | Soldat par amour                 | актёр                      |

## 1911 год

### Макс выздоравливает (Макс в кругу семьи)
Max en convalescence или Max dans sa famille, в прокате англоязычных стран — англ. Max is convalescent. Автор сценария: Макс Линдер. Режиссёр: Макс Линдер. Хронометраж: 10:07. В ролях (настоящая семья актёра): Жан Лёвьель — отец, Сюзанна Лёвьель — мать, Марсель Лёвьель — сестра.
После удаления аппендицита и последующего осложнения (действительно произошедших в жизни Линдера в 1910 году), выздоравливающий Макс приезжает на отдых в дом своей семьи близ города Сан-Лубе. Его встречают отец, мать и сестра. Макс завтракает в саду, посещает конюшню, долго забавляется с игривым жеребёнком. На рыбной ловле он падает в реку, но его спасает любимая собака.

### Прочие фильмы 1911 года
| Год  |   | Русское название            | Оригинальное название          | Роль                       |
| ---- | - | --------------------------- | ------------------------------ | -------------------------- |
| 1911 | ф | Дуэль Макса                 | Max a un duel                  | актёр, сценарист           |
| 1911 | ф | Макс милосердный            | Max est charitable             | актёр, режиссёр            |
| 1911 | ф | Макс рассеянный             | Max est distrait               | актёр, режиссёр, сценарист |
| 1911 | ф | Медовый месяц Макса и Джейн | Max et Jane en voyage de noces | актёр, режиссёр, сценарист |
| 1911 | ф | Макс и Джейн пекут блины    | Max et Jane font des crêpes    | актёр, режиссёр, сценарист |
| 1911 | ф | По привычке                 | Par habitude                   | актёр, режиссёр            |

## 1912 год

### Макс в красильне
Max amoureux de la teinturière. Автор сценария: Макс Линдер. Режиссёр: Макс Линдер. Хронометраж: 10:00. В ролях: Джейн Ренуар — дочь красильщика.
Макс влюблён в дочь хозяина красильной мастерской. Когда отец отлучается по делам, герой тайно проникает к возлюбленной. Неожиданно отец возвращается. Макс прячется в рабочем цеху в ёмкости с чёрным красителем. Чуть позже ему удаётся сбежать, не осознав, что он внешне превратился в негра. Макс засыпает у себя дома одетым. Утром он приводит в ужас пришедшую горничную. Та вызывает жандармов, но ко времени их приезда Макс покидает спальню через окно и вновь отправляется в красильню. Полиция, не обнаружив ничего подозрительного, арестовывает мать Макса за ложный вызов.

### Макс и Жане бредят театром
Max et Jane veulent faire du theatre. Автор сценария: Макс Линдер. Режиссёр: Макс Линдер. Хронометраж: 13:03. В ролях: Джейн Ренуар — Жане, Энри Коллен — родственник Макса.
Родственники сватают Макса и Жане, но у молодых людей иные планы на жизнь. Оба, не сговариваясь, при первом свидании корчат ужасные рожи и талантливо используют все способы друг другу не понравиться. Помолвка расстроена. Случайно Макс возвращается за забытым цилиндром и видит, что настоящая Жане — чрезвычайно привлекательная девушка. Ей он тоже явно симпатичен. Они целуются, подоспевшие родственники счастливы. Проходит год. Мы видим Жане с младенцем в скромном, если не убогом, интерьере. Пьяный оборванный Макс возвращается вечером и устраивает скандал из-за оставшейся в буфете недопитой бутылки вина. В вспыхнувшей драке он убивает жену кухонным ножом. Камера меняет план. Становиться понятно, что перед зрителем разыгрывается драма на театральных подмостках. Фешенебельная публика аплодирует. Макс и Жане выходят на поклон.

### Сердечное согласие
Entente Cordiale или Max et l’Entente Cordiale. Автор сценария: Макс Линдер. Режиссёр: Макс Линдер. Хронометраж: 18:23. В ролях: Джейн Ренуар — горничная, Энри Фрагсон — месье Фрагсон.
В гости к Максу приезжает старый товарищ. Хозяин, оправдываясь за некоторый беспорядок, показывает своё объявление о найме прислуги. Вскоре приходит и новая горничная — чрезвычайно привлекательная девушка. Мужчины оказывают ей знаки внимания, более того, выполняют за неё часть работы по уборке квартиры. Их соперничество нарастает и приводит к дуэли. Утром в парке получив револьверы, трясясь от страха, бывшие товарищи устраивают беспорядочную стрельбу. Четверо секундантов падают замертво. Линдер и Фрагсон, обнявшись, убегают из парка. Убедившись, что дуэлянты покинули место поединка, секунданты как ни в чём не бывало встают и весело обсуждают подстроенный фокус с холостыми патронами. В это время друзья достигают полного согласия. Фрагсон уступает пальму первенства в ухаживании хозяину дома и начинает наигрывать на рояле весёлую мелодию. В пляс пускаются все: сначала Макс и девушка, потом картины, статуэтки на полках, кресла, шкафы.

### Упрямая любовь
Amour tenace. Автор сценария: Макс Линдер. Режиссёр: Макс Линдер. Хронометраж: 18:23. В ролях: Стася Наперковская — мадемуазель Рокдефье, Жорж Горби — месье Рокдефье.
Макс ухаживает за девушкой и посещает с визитом её семью. Строгий отец не пускает кавалера дальше порога. Упрямый Макс не оставляет надежд на свидание и преследует их повсюду: на прогулку, в кафе, на отдых в Альпы. В Шамони разъярённый отец нанимает личный вагон и увозит дочь в самый отдалённый курорт Монблана, но герой преследует его на коне, санках, лыжах. Когда во время одной из прогулок по горам месье Рокдефье окончательно отказывает Максу в праве ухаживать за девушкой, молодая пара идёт на хитрость. В утренней газете публикуется объявление о скорой свадьбе между месье Линдером и некой американкой. Мадемуазель Рокдефье грозит отцу, что наложит на себя руки. Месье Рокдефье встревожен до крайности и уже сам уговаривает Макса взять свою дочь в жёны. Тот «нехотя» соглашается.

### Макс боится воды
Max peur de l’eau или Peur de l’eau. Автор сценария: Макс Линдер. Режиссёр: неизвестен. Хронометраж: 14:16. В ролях: Люси Д’Орбель — Лили, невеста Макса
Макс и его невеста Лили в компании друзей отправляются играть в теннис, но вскоре у девушки меняется настроение, и она тянет жениха к морю. Тут выясняется, что Макс панически боится воды. Лили не удаётся заставить его купаться. С негодованием она снимает со своего пальца одно из колец, бросает его в воду и заявляет, что они будут вместе только после того, как Макс вернёт ей это кольцо. Герой пытается зайти в воду, но побороть себя не в силах. В это время кольцо проглатывает крупная рыба. На следующий день Макс за обедом жалуется другу, что навсегда потерял свою любовь. В это время горничная подаёт основное блюдо — запечённую рыбу, и, вполне ожидаемо, товарищ находит там кольцо. Окрылённый Макс спешит к невесте и надевает кольцо на палец.

### Прочие фильмы 1912 года
| Год  |   | Русское название                | Оригинальное название                     | Роль                       |
| ---- | - | ------------------------------- | ----------------------------------------- | -------------------------- |
| 1912 | ф | Бокс на роликах                 | Match de boxe entre patineurs à roulettes | актёр                      |
| 1912 | ф | Макс Линдер против Ника Винтера | Max Linder contre Nick Winter             | актёр, режиссёр            |
| 1912 | ф | Макс — фокусник                 | Max escamoteur                            | актёр, режиссёр, сценарист |
| 1912 | ф | Макс и его осёл                 | Max et son âne                            | актёр, режиссёр, сценарист |
| 1912 | ф | Макс и его собака               | Max et son chien Dick                     | актёр, режиссёр, сценарист |
| 1912 | ф | Макс и утечка газа              | Max et la Fuite de gaz                    | актёр, режиссёр, сценарист |
| 1912 | ф | Макс на открытии памятника      | Max et l'Inauguration de la statue        | актёр                      |
| 1912 | ф | Макс и женщины                  | Max et les Femmes                         | актёр, режиссёр, сценарист |
| 1912 | ф | Макс — художник любви           | Max peintre par amour                     | актёр, режиссёр, сценарист |
| 1912 | ф | Макс обретает свободу           | Max reprend sa liberté                    | актёр, режиссёр, сценарист |
| 1912 | ф | Идиллия на ферме                | Une idylle à la ferme                     | актёр, режиссёр, сценарист |
| 1912 | ф | Беспокойная ночь                | Une nuit agitée                           | актёр, режиссёр, сценарист |
| 1912 | ф | Свадьба по телефону             | Un mariage au téléphone                   | актёр, режиссёр, сценарист |
| 1912 | ф | Медовый месяц в Испании         | Voyage de noces en Espagne                | актёр, режиссёр, сценарист |
| 1912 | ф | Макс боится собак               | Max a peur des chiens                     | актёр                      |

## 1913 год

### Свидание Макса
Le rendez-vous или Le rendez-vous de Max. Автор сценария: Макс Линдер. Режиссёр: неизвестен. Хронометраж: 9:55.
Во время прогулки Линдер знакомится с молодой дамой и записывает её адрес на манжете. Позже дома его слуга отправляет одежду в стирку раньше, чем Макс успевает сохранить свои записи. Утром герой в отчаянии вновь отправляется в парк, где встречает ещё одну очаровательную девушку. Та же, по комическому стечению обстоятельств, оказывается горничной в доме вчерашней знакомой.

### Каникулы Макса
Les vacances de Max или Max part en vacances, в прокате США — англ. Max's vocantion. Автор сценария: Макс Линдер. Режиссёр: неизвестен (вероятно, Макс Линдер). Хронометраж: 16:28. В ролях: Люси Д’Орбель — жена, Жорж Горби — дядюшка .
Макс женится, не поставив в известность об этом своего влиятельного дядюшку. Когда тот приглашает Макса провести вместе несколько дней, жена уговаривает мужа тайно взять её с собой, спрятав в большой дорожный чемодан. Дядюшка тепло встречает Макса, но недоумевает, почему тот не позволяет прислуге притронуться к своей поклаже. В доме Макс вынужден прибегать к разнообразным хитростям, чтобы супруга не попалась на глаза хозяину. Но, так или иначе, они сталкиваются в ванной. Заподозрив в ней девушку лёгкого поведения, дядюшка прогоняет её из дома. Макс вынужден признаться о заключенном браке. После вспышки гнева дядя милостиво прощает молодых и приглашает в свой дом.

### Макс и педикюр
Max pédicure. Автор сценария: Макс Линдер. Режиссёр: неизвестен. Хронометраж: 15:25. В ролях: Люси Д’Орбель.
Во время прогулки Макс знакомится с девушкой и провожает её до дома. На следующий день, когда отец девицы отправляется в бильярдную, к ней приходит мастер педикюра. Чуть позже с визитом прибывает Макс. Девушка отправляет мастера в заднюю комнату, а сама счастливо внимает любовным признаниям героя. В это время возвращается отец. Не желая компрометировать девушку, Макс хватает соответствующие инструменты и выдаёт себя за мастера педикюра. Желая попробовать модные манипуляции, отец просит Макса показать своё умение на себе. Тот с отвращением вынужден согласиться. Следует череда комических ситуаций, в результате которых хозяин дома изгоняет Макса вон. Сам он следует в заднюю комнату, где застаёт дочь в обществе действительного мастера педикюра. Полагая, что это непрошеный жених, отец выбрасывает его из окна.
Практически этот сюжет использовал Макс Линдер в своих представлениях во время гастролей по Российской империи в конце 1913 года: «комическое quiproquo героя, вынужденного играть роль парикмахера, когда его застает отец возлюбленной».

### Прочие фильмы 1913 года
| Год  |     | Русское название                            | Оригинальное название                       | Роль                       |
| ---- | --- | ------------------------------------------- | ------------------------------------------- | -------------------------- |
| 1913 | ф   | Шляпа Макса                                 | Le Chapeau de Max                           | актёр, режиссёр, сценарист |
| 1913 | ф   | Макс идёт по миру                           | Comment Max fait le tour du monde           | актёр, режиссёр            |
| 1913 | ф   | Дебют яхтсмена                              | Les Débuts d'un yachtman                    | актёр, сценарист           |
| 1913 | ф   | Дуэль Макса                                 | Le Duel de Max                              | актёр, режиссёр, сценарист |
| 1913 | ф   | Насильственный брак                         | Le Mariage forcé                            | актёр, режиссёр            |
| 1913 | ф   | Макс в Монако                               | Max à Monaco                                | актёр                      |
| 1913 | ф   | Макс — астматик                             | Max asthmatique                             | актёр, режиссёр            |
| 1913 | ф   | Макс и любовное письмо                      | Max et le Billet doux                       | актёр, режиссёр            |
| 1913 | ф   | Макс на открытии памятника                  | Max et l'Inauguration de la statue          | актёр                      |
| 1913 | ф   | Макс — фотограф                             | Max fait de la photo                        | актёр, сценарист           |
| 1913 | ф   | Макс не любит кошек                         | Max n'aime pas les chats                    | актёр, режиссёр            |
| 1913 | ф   | Непредвиденный брак                         | Un mariage imprévu                          | актёр, режиссёр            |
| 1913 | док | Приезд и встреча Макса Линдера в Петербурге | Приезд и встреча Макса Линдера в Петербурге | актёр                      |
| 1913 | док | Макс Линдер в Москве                        | Макс Линдер в Москве                        | актёр                      |
| 1913 | ф   | Макс и купчиха                              | Макс и купчиха                              | актёр, режиссёр, сценарист |
| 1913 | ф   | Макс и русская курсистка                    | Макс и русская курсистка                    | актёр, режиссёр, сценарист |

## 1914 год
| Год  |   | Русское название     | Оригинальное название    | Роль                                 |
| ---- | - | -------------------- | ------------------------ | ------------------------------------ |
| 1914 | ф | Макс — иллюзионист   | Max illusionniste        | актёр, режиссёр                      |
| 1914 | ф | Макс — спасатель     | Max sauveteur            | актёр                                |
| 1914 | ф | Палач                | Le Pendu                 | актёр (новая версия ленты 1906 года) |
| 1914 | ф | Дик — умная собака   | Dick est un chien savant | актёр, режиссёр, сценарист           |
| 1914 | ф | Макс — солдат        | Le 2 août 1914           | актёр, режиссёр                      |
| 1914 | ф | Макс в воздухе       | Max dans les airs        | актёр, режиссёр                      |
| 1914 | ф | Макс награждён       | Max décoré               | актёр, режиссёр                      |
| 1914 | ф | Макс и губная помада | Max et le Bâton de rouge | актёр                                |
| 1914 | ф | Макс и ранец         | Max et le Sac            | актёр, режиссёр, сценарист           |
| 1914 | ф | Макс — метрдотель    | Max maître d'hôtel       | актёр                                |
| 1914 | ф | Макс и ревнивый муж  | Max et le Mari jaloux    | актёр, режиссёр, сценарист           |
| 1914 | ф | Макс — спасатель     | Max sauveteur            | актёр                                |
| 1914 | ф | Палач                | Le Pendu                 | актёр (ремейк фильма 1906 года)      |

## 1916 год

### Второе августа 1914 года
Deux août 1914 или Le 2 août 1914. Автор сценария: Жорж Фагот. Режиссёр: Макс Линдер. Хронометраж: ≈ 15:00. В ролях: Макс Линдер — камео, Габи Морле.
Германия объявляет ультиматум Бельгии. До начала войны с Францией остаётся 24 часа. На улицах Парижа царит воодушевление и суета. Знаменитый комик собирается на фронт и утешает свою мать. Франция в едином порыве вооружается и готовится противостоять атаке противника.

## 1917—1924 годы
| Год  |   | Русское название               | Оригинальное название     | Роль                       |
| ---- | - | ------------------------------ | ------------------------- | -------------------------- |
| 1917 | ф | Макс пересекает океан          | Max Comes Across          | актёр, режиссёр, сценарист |
| 1917 | ф | Макс хочет развестись          | Max Wants a Divorce       | актёр, режиссёр, сценарист |
| 1917 | ф | Макс и такси                   | Max in a Taxi             | актёр, режиссёр, сценарист |
| 1919 | ф | Маленькое кафе                 | Le Petit Café             | актёр, сценарист           |
| 1920 | ф | Священный огонь                | Le Feu sacré              | актёр, режиссёр, сценарист |
| 1920 | ф | Будьте моей женой              | Be my wife                | актёр, режиссёр, сценарист |
| 1921 | ф | Семь лет несчастья             | Seven Years Bad Luck      | актёр, режиссёр, сценарист |
| 1922 | ф | Три пройдохи или Три мушкетёра | The Three Must-Get-Theres | актёр, режиссёр, сценарист |
| 1923 | ф | На помощь                      | Au secours!               | актёр, сценарист           |
| 1924 | ф | Король цирка                   | Der Zirkuskönig           | актёр, сценарист           |